# Eurylister mimicus
Eurylister mimicus är en skalbaggsart som först beskrevs av Lewis 1914.  Eurylister mimicus ingår i släktet Eurylister och familjen stumpbaggar. Inga underarter finns listade i Catalogue of Life.